# Crochu River
Crochu River är ett vattendrag i Grenada.   Det ligger i parishen Saint Andrew, i den södra delen av landet, 13 km öster om huvudstaden Saint George's. Crochu River ligger på ön Grenada.